# 2025年世界运动会苏里南代表团
苏里南将参与于2025年8月7日至17日在成都举办的2025年世界运动会。

## 参赛者统计
下表列出参与本届世运会的苏里南运动员。
| 大项 | 男子 | 女子 | 合计 |
| ---- | ---- | ---- | ---- |
| 合球 | 7    | 7    | 14   |
| 合计 | 7    | 7    | 14   |

## 合球
苏里南因在2023年世界合球錦標賽排名第五而获得参赛资格。